# Heteronotus mourei
Heteronotus mourei är en insektsart som beskrevs av Creão-duarte och Albino Morimasa Sakakibara 1993. Heteronotus mourei ingår i släktet Heteronotus och familjen hornstritar. Inga underarter finns listade i Catalogue of Life.